# Culmenella rezvoji
Culmenella rezvoji е вид коремоного от семейство Planorbidae.

## Разпространение
Видът е разпространен в Русия (Приморски край) и Япония (Хоншу).